# Tung Lung Chau
Tung Lung Chau (東龍洲, Wyspa wschodniego smoka), znana też jako Nam Tong Island (南堂島) – wyspa położona przy półwyspie Clear Water Bay w Nowych Terytoriach Hongkongu. Wyspa ma powierzchnię 2,42 km². Przez mieszkańców Hongkongu zwana jest również Tung Lung To (東龍島).
Wyspa jest niezamieszkana. Została ogłoszona „Rejonem specjalnym” pod zarządem administracji Parków Narodowych. Pod względem administracyjnym należy do dzielnicy Sai Kung.

## Atrakcje turystyczne

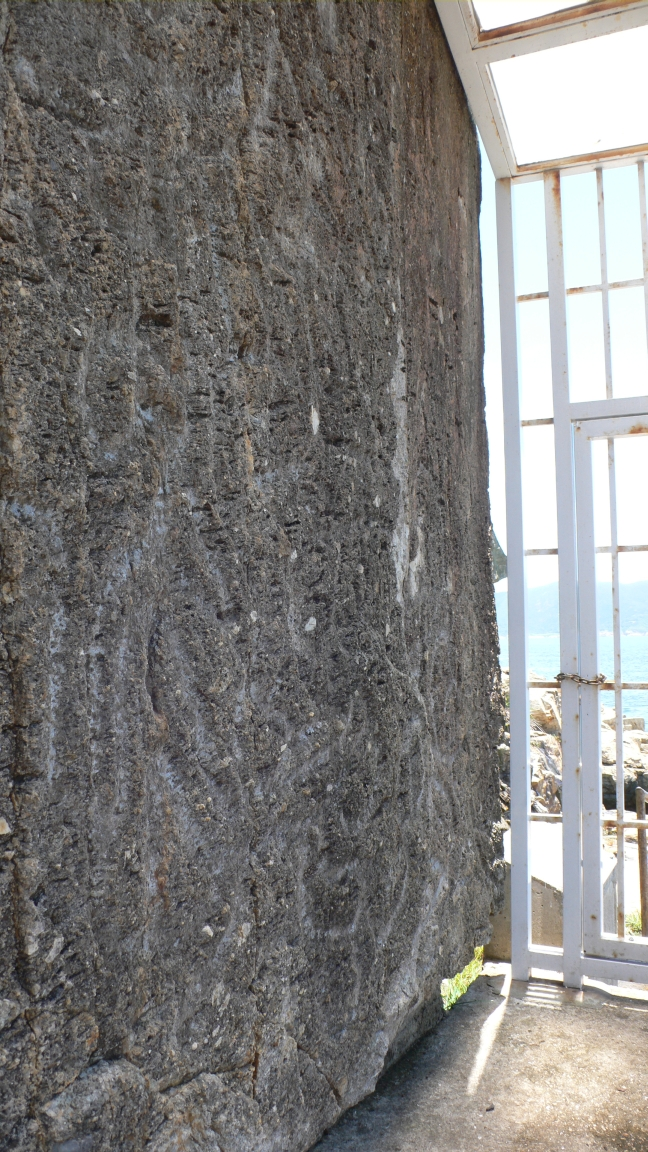
Petroglify na Tung Lung Chau

Na Tung Lung Chau znajduje się Fort Tung Lung zbudowany 300 lat temu, a obecnie starannie odnowiony. Można tam również zobaczyć prehistoryczne petroglify. Zarówno fort, jak i miejsca występowania sztuki naskalnej ogłoszono pomnikami narodowymi Hongkongu.

## Transport
W weekendy na wyspę można się dostać niewielkim samolotem, pokonującym cieśninę między wyspą a Sai Wan Ho.